# Sertab Erener
Sertab Erener (n. 4 decembrie 1964) este cel mai mic copil din cei doi ai cuplului Yücel și Nizamettin Erene și a absolvit Conservatorul de Stat din Istanbul. După terminarea studiilor a făcut vocaliză pentru cântăreți celebri din Turcia precum Sezen Aksu. Cu ajutorul acestei vedete, în 1992 a scos primul album, iar în 1994 a scos cel de-al doilea album. În 1995 a câștigat la postul Kral Tv premiul pentru cea mai bună artistă de muzică pop. Este o compozitoare, cântăreață de muzică pop/ crossover/pop opera  din Turcia, câștigătoare a Concursului Muzical Eurovision 2003. Spre deosebire de alți câștigători ai Eurovisionului, Sertab a reușit să cucerească clasamentele de specialitate din Europa cu discuri single precum „Everyway That I Can” , „Here I Am” sau „Leave”.

## Discografie

### Albume
- Sakin Ol! (1992)
- Lâ'l (1994)
- Sertab Gibi (1996)
- Sertab Erener (1999)
- Sertab (2000)
- Turuncu (Orange) (2001)
- Sertab (2003)
- No Boundaries (2004)
- Aşk Ölmez (2005)
- The Best of Sertab Erener (2007)
- Sertab Goes to the Club (Remix album) (2007)
- Painted on Water (2009)
- Sana simdi hadi zor? (2021)
- Sana simdi hadi zor? Remix (2021)

### Single-uri
- "Zor Kadın" (Femeie dificilă) (1999)
- "Bu Yaz" (Această vară) (EP) (2000)
- "Yeni" (nou) (2001)
- "Everyway That I Can" (cântecul cu care a câştigat Eurovision 2003)
- "Here I Am" (2003)
- "Leave" (2004)
- "Aşk Ölmez, Biz Ölürüz" (Dragostea nu moare, noi da) (2005)
- "Satılık Kalpler Şehri"  (2005)
- "Kim Haklıysa" (Când este adevărat) (2005)
- "I Remember Now" (2007)
- "Hayat Beklemez" (Viaţa nu aşteaptă) (2008)
- "Bu Böyle" (Aşa este) (2009)
- "Açık Adres" (Adresa deschisă) (2009)